# Pål Sverre Hagen
Pål Sverre Hagen (ur. 6 października 1980 w Stavanger) – norweski aktor filmowy i teatralny. Poza granicami Norwegii znany między innymi z roli w filmie Wyprawa Kon-Tiki z 2012 roku, za którą otrzymał Amandę – norweską nagrodę filmową.

## Życiorys i kariera
Na świat przyszedł 6 października 1980 roku w mieście Stavanger w południowo-zachodniej Norwegii. W młodości był zaangażowany w działalność ekologiczną i planował zostać biologiem morskim. W 2003 roku ukończył studia w Akademii Teatralnej (Teaterhøgskolen) w Oslo. Również w 2003 roku debiutował w teatrze w adaptacji powieści Bikubesong autorstwa Frode Gryttena. Jego debiut filmowy miał miejsce w roku 2004 w filmie Den som frykter ulven. Rozpoznawalność poza Skandynawią przyniosła mu rola Jana Tomasa w filmie Zniknięcie. W 2012 zagrał w filmie Wyprawa Kon-Tiki, za którą to role otrzymał nagrodę Amandy. W 2016 roku zagrał jedną z głównych ról w duńskim filmie Wybawienie.

## Wybrana filmografia
filmy
- 2024: Czasem trzeba odpuścić – jako Gustav, reż. Josephine Bornebusch
- 2021: The Middle Man – jako Frank Farrelli, reż. Bent Hamer
- 2016: Ostatni król – jako Gisle, reż Nils Gaup
- 2016: Wybawienie – jako Johannes, reż Hans Petter Moland
- 2013: Ragnarok – jako Sigurd Svendsen, reż Mikkel Brænne Sandemose
- 2012: Wyprawa Kon-Tiki – jako Thor Heyerdahl, reż Joachim Rønning i Espen Sandberg
- 2011: Podróżuję sam – jako Hasse Ognatun, reż Stian Kristiansen
- 2008: Max Manus – jako Roy Nilsen, reż Joachim Rønning i Espen Sandberg
- 2008: Zniknięcie – jako Jan Thomas, reż Erik Poppe
- 2004: Den Som frykter ulven – jako policjant, reż Erich Hörtnagl

seriale
- 2021: Furia – jako Asgeir, reż Magnus Martens
- 2019, 2021, 2023: Exit – jako William Bergvik, reż. Øystein Karlsen
- 2017: Valkyrien. Klinika przetrwania – jako Leif, reż Erik Richter Strand